# Reinhold Büttner
Reinhold Büttner (ur. 9 listopada 1859 w Altkranz k. Głogowa, zm. 5 stycznia 1937 tamże) – niemiecki pastor staroluterański, w II Rzeczypospolitej superintendent generalny Kościoła Ewangelicko-Luterskiego w Polsce Zachodniej.

## Życiorys
Pochodził z rodziny chłopskiej zamieszkałej na Dolnym Śląsku. Odbył studia teologiczne we Wrocławiu, po czym w marcu 1887 został ordynowany na księdza. W tym samym roku objął funkcję pomocnika pastora w parafii Fürth w Zagłębiu Saary, trzy lata później został jej proboszczem – do 1909.
W 1909 przeniósł się do Wielkopolski, gdzie skierowano go do staroluterańskiej placówki w Rogoźnie, w której został pastorem.
Po 1920 pełnił urząd superintendenta Kościoła Ewangelicko-Luterskiego w Polsce Zachodniej. W 1935 przeszedł na emeryturę. Resztę życia spędził w rodzinnej wsi pod Głogowem, gdzie zmarł.